# Nossa Senhora da Graça
Nossa Senhora da Graça é uma invocação pela qual é conhecida a Virgem Maria na Igreja Católica. Ao contrário de outras invocações, que por norma expressam um dogma ou um episódio da vida de Maria ou aparições marianas, a designação de Senhora da Graça constitui uma invocação popular, associada ao conceito teológico de Graça.
Não deve ser confundida com Nossa Senhora das Graças, invocação muito posterior, relacionada com duas aparições da Virgem Maria a Santa Catarina Labouré em Paris, França, no século XIX.

## História
Invocação popular, a devoção a Nossa Senhora da Graça não é exclusiva de Portugal. Já em Inglaterra, desde pelo menos 1152, o santuário a Nossa Senhora da Graça de Ipswich [en] era um importante local de romaria. A Madonna de Cambrai, ícone de Nossa Senhora da Graça datado do século XIV, é venerado na cidade de Cambrai, em França, desde o século XIV com procissão anual.

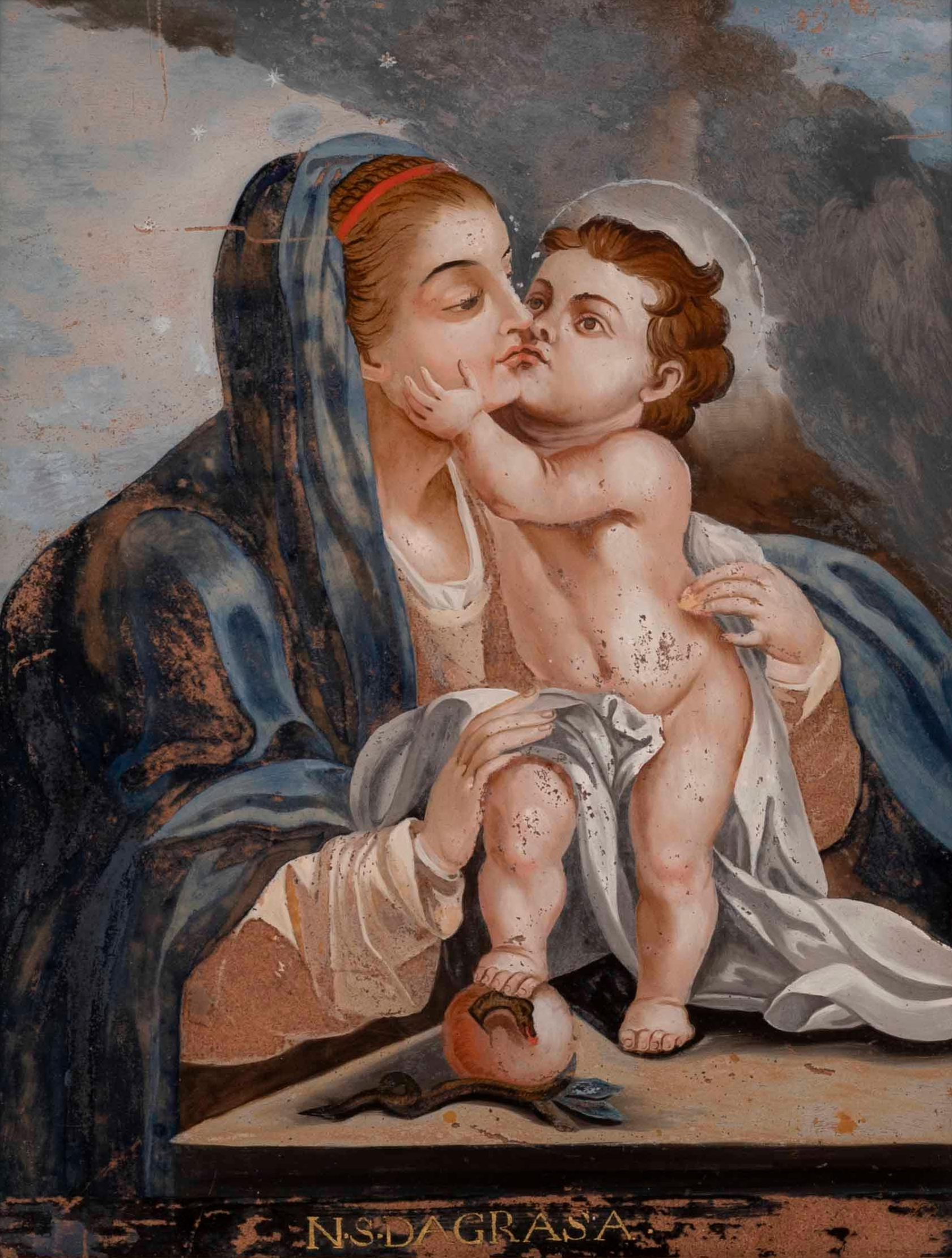
Nossa Senhora da Graça, escola sino-portuguesa, século XIX

Em Portugal, o Convento da Graça em Lisboa, casa-mãe da Ordem dos Eremitas de Santo Agostinho, remonta ao início da nacionalidade. Era originalmente conhecido como Convento de Santo Agostinho, tendo recebido a invocação de Nossa Senhora da Graça por patente datada de 3 de Março de 1305, em cumprimento e satisfação de voto que o oitavo geral da Ordem dos Agostinianos, Frei Francisco de Monterubbiano, fizera em Roma diante da imagem de Nossa Senhora do Pópulo, de que muitos conventos fossem consagrados à Mãe de Deus. Parece, porém, que não havia imagem do orago na Igreja, porque se atribui a sua origem apenas ao reinado de D. Pedro I.
Reza a lenda que na manhã de 14 de Agosto de 1362, véspera da festa da Assunção de Maria, alguns pescadores de Cascais, lançando as suas redes ao mar, prometeram a Nossa Senhora oferecer-lhe todo o peixe que recolhessem naquele lanço, querendo assim mostrar-se reconhecidos à Virgem Santíssima pela boa fortuna com que naquela temporada tinham sido favorecidos. Quando recolheram as redes, notaram que vinham muito pesadas; a pesca tinha sido abundantíssima. Mas cresceu ainda mais o seu júbilo quando encontrarm entalada na malha de uma das redes, uma imagenzinha de Nossa Senhora com o Menino nos braços. Vinha tão perfeita, que logo se alvoroçou a fé de todos com lembrarem-se que o mar quisera respeitar a sua Estrela, não lhe desmerecendo sequer o colorido. Prostrados em terra, renderam os pescadores homenagem àquela linda imagenzinha que as redes lhes haviam trazido, e que as ondas pareciam haver lhes dado. Tomaram como graça do céu tão inesperado presente e àquela Senhora começaram logo a chamar Nossa Senhora da Graça.

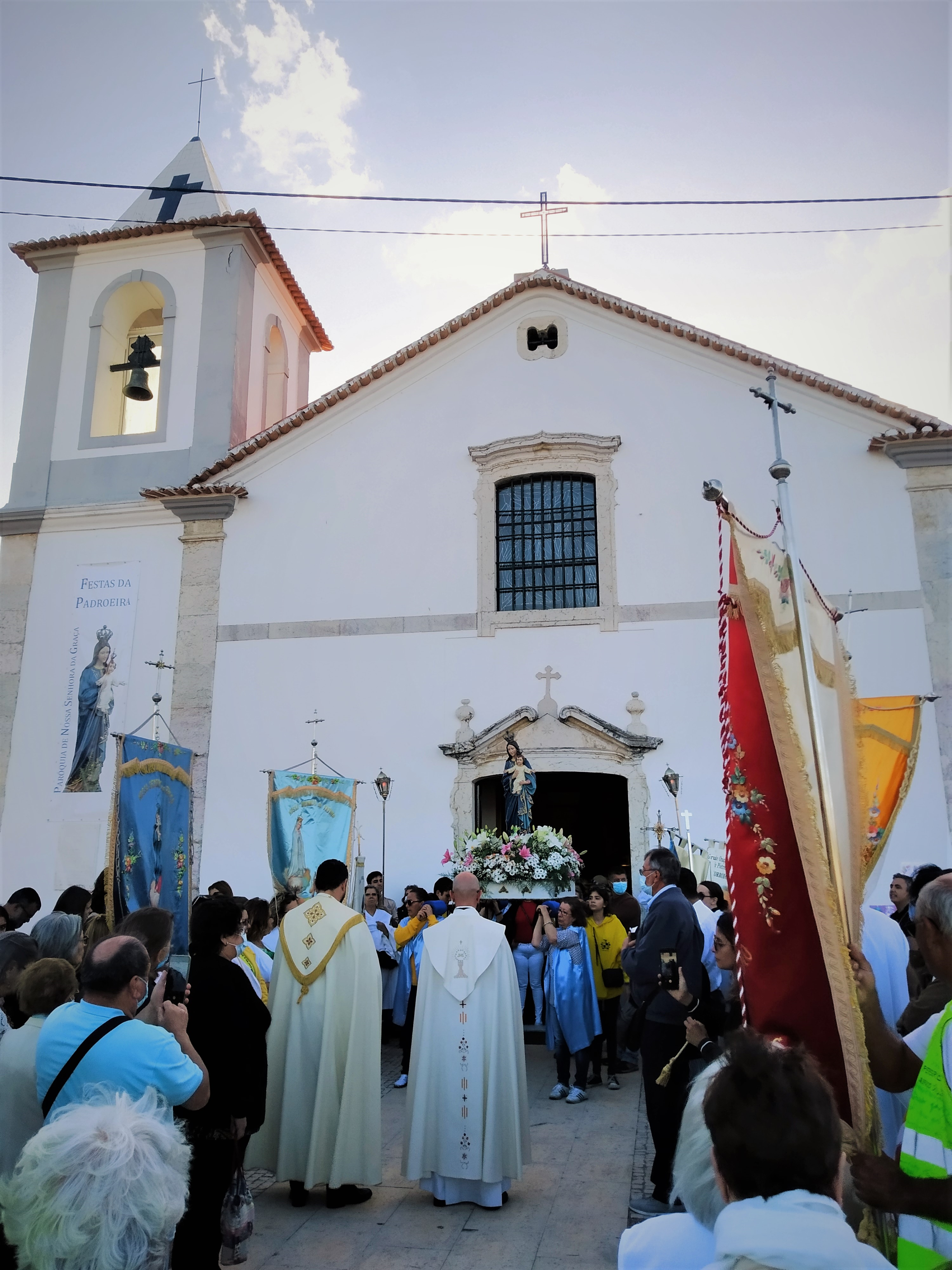
Procissão de Nossa Senhora da Graça, padroeira da vila de Corroios, em 2022

Valendo-se miraculosamente da boca de uma criancinha de peito, filha de um dos pescadores, que dormitava nos braços da mãe, a própria Virgem terá expressado a sua vontade sobre o que fazer com a imagem: "Esta Senhora quer que a levem ao Mosteiro de seus frades." A imagem foi conduzida a Lisboa, ao Convento da Graça, no dia seguinte. Os frades colocaram-na no altar-mor da sua igreja. O culto irradiou a partir desse local para todo o país, constituindo no tempo atual orago em templos de todas as regiões de Portugal e do mundo lusófono.[carece de fontes?]